# Hiroto Taniguchi
Hiroto Taniguchi (谷口 栄斗?, Taniguchi Hiroto; Kanagawa, 30 settembre 1999) è un calciatore giapponese, difensore del Tokyo Verdy.

## Caratteristiche tecniche
Di piede destro, è un difensore centrale.

## Carriera

### Inizi
Ha frequentato l’accademia del Tokyo Verdy fin dall’infanzia, seguendo il percorso dalle scuole elementari fino alle scuole medie. Dal 2018 fino al 2021 si è iscritto nella scuola superiore della Kokushikan University, con sede nella città di Setagaya.

### Tokyo Verdy
Nel giugno 2021 è stato annunciato il suo tesseramento nella prima squadra del Tokyo Verdy per la stagione 2022, con lo status di "Special Designated Player".
Ha esordito da titolare il seguente 27 febbraio, nella prima partita casalinga di J2 League contro il Tochigi, mentre il 26 marzo ha segnato il suo primo gol da professionista nel 6° turno di campionato contro il Montedio Yamagata.
Nella stagione 2023, militante sempre nella seconda divisione nipponica, dopo aver giocato e sconfitto di misura lo Zweigen Kanazawa per 1-0 nella partita inaugurale svoltasi casa, nel turno successivo ha subito un infortunio contro l’Oita Trinita. Rientrato in campo in vista della sfida di campionato contro il Machida Zelvia, persa per 1-0, si è nuovamente infortunato il 9 luglio successivo durante la 25ª giornata di J2 League nel pareggio per 2-2 sul campo del Machida Zelvia, tornando disponibile solo il seguente 26 agosto, nel 32° turno di campionato contro il Fagiano Okayama.
Al termine della stagione 2023, il Tokyo Verdy riesce a ottenere la promozione nella massima serie giapponese dopo 16 anni di attesa, attraverso i play-off, eliminando dapprima il JEF United (2-1) e successivamente pareggiando contro lo Shimizu S-Pulse (1-1): per quest'ultima partita ha fatto stato la classifica finale dopo le 42 giornate standard di campionato, facendo qualificare in J1 League il Tokyo Verdy in quanto hanno raggiunto il terzo posto, uno in più rispetto al club di Shizuoka.
Esordisce in J1 League nella gara inaugurale del 25 febbraio 2024 contro gli Yokohama F·Marinos, venendo sconfitti di rimonta per 2-1, proprio come accaduto 31 anni prima nella primissima e memorabile sfida che ha dato luce alla J. League. Il 3 aprile ha segnato il suo primo gol in J1 League nel 6º turno di campionato vinto per 2-1 contro lo Shonan Bellmare, contribuendo a una vittoria storica: la prima del club nella massima divisione giapponese dopo 5646 giorni, oltre a essere il centesimo successo in trasferta, sempre in J1 League. Il seguente 13 aprile, durante il "Tokyo Derby" contro l’FC Tokyo (2-2), ha subito un altro infortunio, che ha ritardato il suo rientro fino al 12 maggio, quando è tornato in campo nel pareggio casalingo per 3-3 contro i Kashima Antlers. Il 30 novembre 2024, durante il penultimo turno di campionato contro il Kawasaki Frontale, ha realizzato la sua prima tripletta in carriera, segnando tre gol in seguito ad azioni incominiciate da calci piazzati. È stato il settimo giocatore del Tokyo Verdy a compiere questa impresa in J1 League negli ultimi 19 anni. Tuttavia, nonostante la sua straordinaria prestazione, Shin Yamada, attaccante dei Delfini ha segnato a sua volta una tripletta, che ha contribuito alla sconfitta della squadra di Tokyo per 5-4.